# Caá Catí
Nuestra Señora del Rosario de Caá Catí of kort Caá Catí is een plaats in het Argentijnse bestuurlijke gebied General Paz in de provincie Corrientes. De plaats telt 7.573 inwoners.

## Geboren
- Maximiliano Meza (1992), voetballer
- Daniel Villalva (1992), voetballer